# Relho
Relho é uma tira de couro torcido usada para chicotear animais.